# ホンダ・FTR
FTR（エフティーアール）は、本田技研工業が製造販売していた、フラットトラックレース（ダートトラックレース）をイメージしたオートバイの車名である。1986年に発売されたFTR250と2000年に発売されたFTRの2車種に付与され、いずれも排気量250ccの空冷4ストロークSOHC単気筒エンジンを搭載した車種である。FTRという車名はフラットトラックレーサー（Flat Track Racer）の頭文字をそのまま採ったものである。

## モデル一覧

### FTR250
1986年2月25日発売。型式名MD17。
フラットトラックレースをイメージしていた同社のオートバイは1982年にFT400・500が発売されていたが、日本では馴染がなく未知のレースであったこともあり販売は低迷していた。しかしアメリカで1984年・1985年に2年連続メーカー・ライダーチャンピオンを獲得したことから、軽量・低重心・スリムな車体、応答性の良いシンプルなエンジンを搭載するという、フラットトラックレーサーの技術を導入し、公道走行可能なフラットトラック・レーシングマシンとして開発されたのが本モデルである。しかし、当時はレーサーレプリカブームであったこともあり、フラットレーサータイプの本モデルは市場に受け入れられず販売は低迷。1989年までに生産中止となった。

#### 車両解説
車体は、低重心かつ短いホイールベースを基本とし、低いシート高や大きなハンドル切れ角をはじめ幅広タイヤを装着するなどフラットトラックレーサーの基本を踏襲する。
フレームはトップに1本、ダウンに2本の鋼管チューブを配したベーシックなダブルクレードルであり、公道走行可能なレーシングマシンということもあって薄肉で非常に軽量な造りになっている。ネック部分から生えるダウンチューブの根元には大型のガゼットが溶接されネックの剛性を重視している。1代限りで熟成されておらず、また全ての部材が薄肉であったこともあり、数年数万キロ程度でネックのガゼットにクラックが入る、エンジンマウント部分にクラックが入る、セルフ式であってもサイドスタンド付け根が折れるといったトラブルが起こりやすかった。
外装で特徴的な大きな角形ヘッドランプは、メーターごと簡単に着脱できるような造りになっている。これは公道レーサーコンセプトとして必須の設計であった。サイドカバー兼大型ゼッケンプレートも飾りではなく、立派にレーサーとしての装備である。この取って付けたような大きな角形ランプが不細工だとされ、当時販売低迷の最大の原因となっており、後年のレプリカであるFTR223ではそれを教訓として丸形ランプに変更された。
搭載される排気量249 ccのMD17E型エンジンは、MD16型XLR250R用MD16E型の内径x行程を75.0x56.5 mmから73.0x59.5 mmへとややストロークを延長。フラットバルブ加速ポンプつきのPJ30 mmキャブレターによる燃料供給で中低速域でのレスポンス向上と高回転域での出力特性を両立させたチューニングが施された。始動方式は、セルフスターター式が採用されたが、キックスターター仕様も併売された。このMD17E型エンジンはMD16E型よりもロングストロークになった関係もあって中低速が扱いやすく、キック式のみこの後のXLRやXRにも小変更されて使われることとなった。なお、MD17E型のセルフスターター仕様はFTR250のみで、他モデルでの採用は無い。

### FTR（FTR223）
2000年（平成12年）9月8日発売。型式名BA-MC34型。
1990年代後半からオフロードバイクのダートトラックレースカスタムが流行し、FTR250の中古車流通量が急増した。同様に、ヤマハTW200が最大の特徴である幅太タイヤで人気を博し、街乗り用のカスタムベースマシンとして人気となったことから、対抗車種として開発・発売されたのが本モデルである。

#### 車両解説
スタイルはFTR250を踏襲しているが、「フラットトラッカーが持つスタイルと走破性を現代のストリートに合わせ蘇らせること」「TW200の市場を奪うこと」をコンセプトに、カスタムベースとしての使い方を念頭に置いたストリートモデルである。通常フラットトラックレーサーは後輪ディスクブレーキだが、本製品はあくまでも先代FTR250の雰囲気を「安価に」楽しむ商品のためドラムブレーキを採用している。ターゲットがTW200の購入層だったため安価なTW200に対抗して車両価格を抑えることは至上命題であった。
FTR250とは燃料タンクとサイドカバーを共用するものの、その他は全て別物である。
搭載されるエンジンは1973年（昭和48年）発売のバイアルスTL125のエンジンをベースに排気量を拡大し、セルフスターターを装着した排気量223 ccのMD33E型を流用。常用域でのトルクフルな特性を重視し最高出力は19 psと低めなものの、扱いやすさに考慮したチューニーングが施されたものである。
このエンジンは1997年（平成9年）にSL230にも搭載されている。元々はコストダウンのために古いエンジンを再起用したものではあったが成功したエンジンのひとつである。両者ともにこの「枯れたエンジン」を搭載したことで信頼性が非常に高く、通常の用途においてはトラブルフリーだった。また、2014年（平成26年）に発売されたスネークモータース・77（ナナナナ）のエンジンも、仕様から同じものと推察される 。
フレームもFTR250のダブルグレードルから新規開発のセミダブルグレードルに変更されるなど、コストダウンはもちろんのこと、レースよりもストリートでの取り回しや軽快感を重視した。
なお、車体色シャスタホワイト（トリコロール）のみ後輪前側面にゼッケンプレート風サイドカバーが装着される。

#### 沿革
- 2000年（平成12年）9月8日 - 発売
- 2001年（平成13年）6月29日 - 70種類から選択可能なカラーオーダープランをオプションに設定。

- 2002年（平成14年）2月15日 - 赤/白ツートーンのシート表皮、マグネシウムカラーのクランクケース、前後輪のアルミリムをクリアアルマイト仕上げとするなど外観をFTR250に近づけ、フラットダートでの走行性能を重視した限定車、FTR223Dを発売[5]。

- 2003年（平成15年）3月24日 - マイナーチェンジ。
  - トリコロールタイプを除きゼッケンプレート型サイドカバーを小型化。
  - ハンドル幅の短縮と形状を変更。
  - メーターケース、ヘッドランプケース、バックミラー、タンクキャップをシルバークロームメッキ加工施工。

- 2004年（平成16年）1月30日 - 車体色の一部変更と追加。

- 2005年（平成17年）1月28日 - 車体色の一部変更と追加。

- 2006年（平成18年）11月17日 - マイナーチェンジ。
  - メーターケース、ヘッドランプケースをブラック化。
  - トリコロールタイプのシートを2色化。
  - モノトーンカラータイプはフロントフェンダー、バックミラーをブラック化。リヤサスペンションスプリングとプラグキャップをイエロー化[6]。

- 2007年（平成19年）11月20日 - 自動車排出ガス規制に対応させるため以下の変更を実施。
  - マフラーならびにエキゾーストパイプに三元触媒を内蔵させ、型式名をJBK-MC34に変更。
  - エンジン出力が以下に変更。
    - 最高出力：19 ps/7,000 rpm→16 ps/7,000 rpm
    - 最大トルク：2.1 kg-m/6,000 rpm→1.8 kg-m/5,500 rpm

- 2016年（平成28年） - 生産終了を発表[7]。